# Pandereta

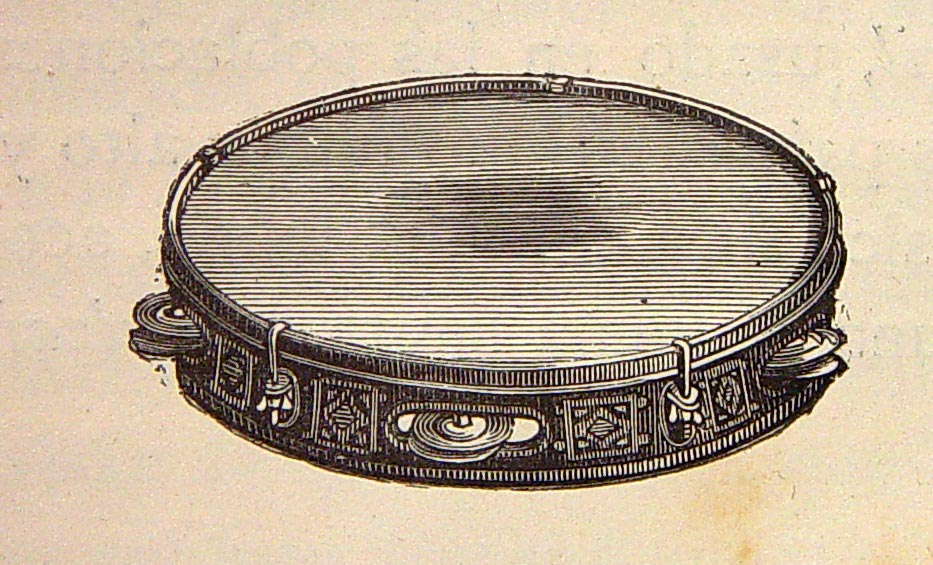
Gravat d'una pandereta de l'any 1882

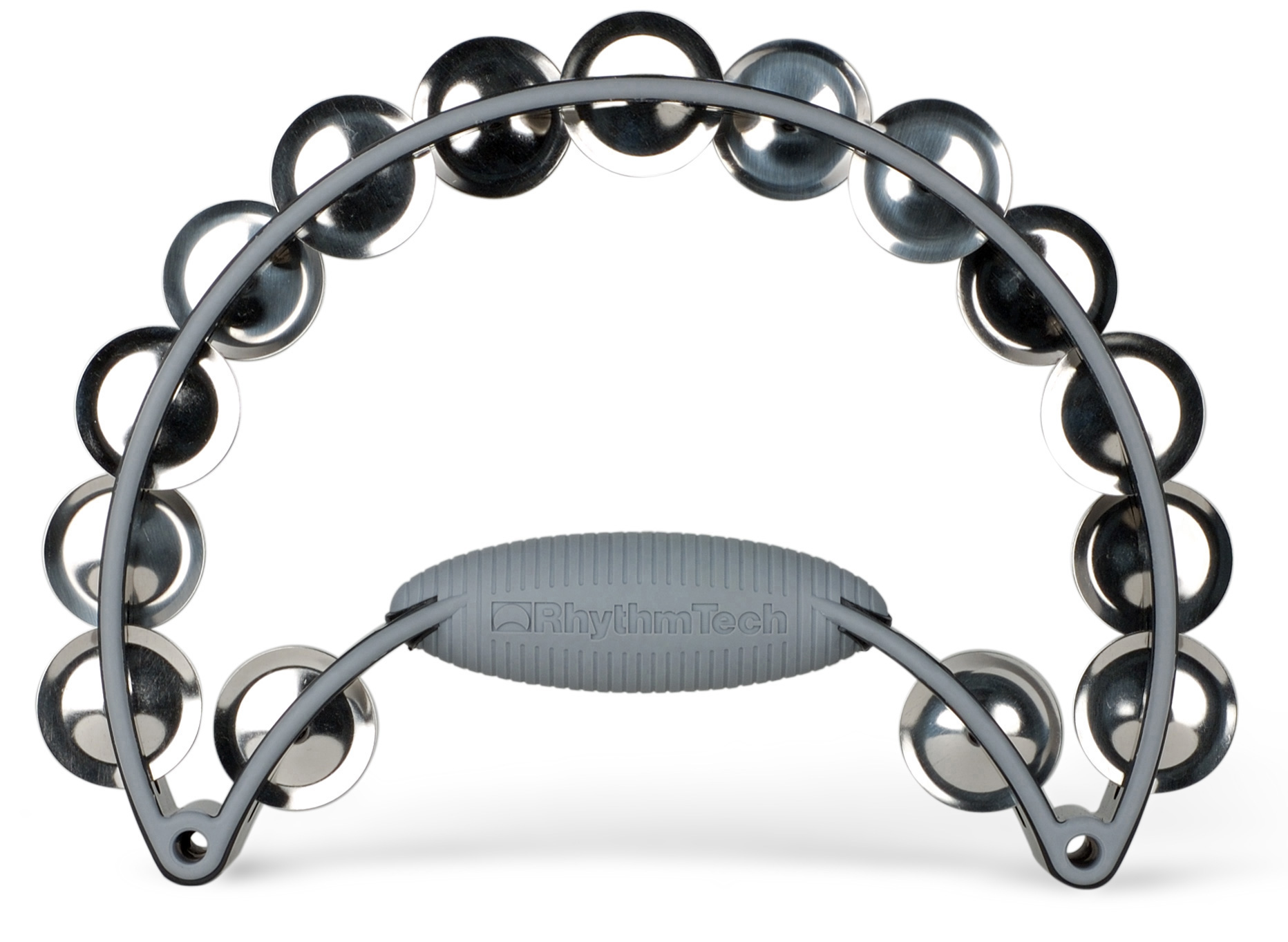
Pandereta moderna

La pandereta és un instrument de percussió format per un marc circular, usualment de fusta o de plàstic, que subjecta una membrana ben tibant. Al voltant del cèrcol hi ha diverses ranures laterals que contenen sonalls, disquets de metall que sonen per entrexoc entre parells. Així, la pandereta és, a la vegada, un instrument membranòfon i idiòfon. Segons la classificació de Hornbostel-Sachs, com a membranòfon es classifica en el grup dels tambors de marc sense mànec (classificació decimal 221.31); i com a idiòfon, entre els sonalls fixats a un marc (classificació decimal 112.12).
Tempe i alduf són altres noms històrics d'aquest instrument.
Modernament, es construeixen panderetes amb el riscle metàl·lic, d'una forma no circular que afavoreix el control de l'instrument, i sense la membrana, de manera que esdevé un instrument exclusivament idiòfon.
És un instrument tradicionalment lligat a l'acompanyament de cançons i balls populars, moltes vegades tocada pels mateixos balladors o cantaires, per bé que també ha esdevingut un element més o menys permanent en la secció de percussió de l'orquestra clàssica.

## Descripció organològica
La pandereta està formada per les següents parts: 
- El riscle o cèrcol, que és el cos de fusta.
- El mànec, que és la part del marc per on s'agafa la pandereta.
- La pell o membrana (si en té).
- Els sonalls o xinxines, aparellats de dos en dos.
- L'anella de fusta, que pot ser-hi o no i que subjecta la membrana amb el riscle.[3]

## Història

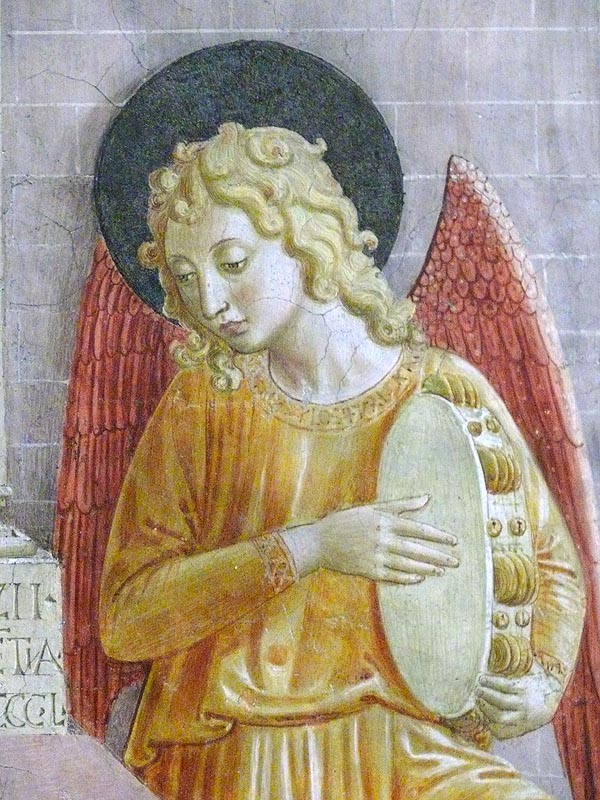
Imatge del convent de Sant Fortunato

Avui dia, la pandereta s'utilitza per acompanyar cançons i danses tradicionals a tot Europa, però és un instrument amb segles d'història i per a determinar-ne l'origen cal remuntar-se a antigues civilitzacions com Assíria i Egipte. Els romans hi penjaven petites campanes o sonalls i l'usaven per a acompanyar danses i ritus bàquics i probablement foren ells, amb l'expansió del seu imperi, els que la van començar a popularitzar arreu.
Durant l'edat mitjana, la pandereta ja era popular a moltes parts d'Europa. El tipus de pandereta medieval més comú era similar a l'instrument tal com el coneixem avui, molt semblant a la pandereta turca del s. XIX, que acostumava a tenir rengleres de tres sonalls endreçats per parells. Així és com apareix representada a la majoria de gravats i pintures de les esglésies i en la iconografia dels manuscrits, freqüentment en mans dels àngels o de dones. Això no obstant, els usos de la pandereta eren molt més rústics i s'associava amb els joglars i l'entreteniment.
Durant la baixa edat mitjana hi ha indicis que la pandereta formava part d'alguns conjunts instrumentals. Enric VIII d'Anglaterra, per exemple, comptava amb quatre panderetes en la seva orquestra particular, formada per 79 músics.
Avui dia, moltes cultures musicals tenen instruments molt semblants a la pandereta com és el cas de la Xina (bajiao gu),l'Índia (daph), el Perú (chilchil), Grenlàndia (aelyau) i llocs de l'Àsia central (daire). Al Brasil hi ha una variant anomenada pandeiro, pròpia de la música popular brasileira, que té la membrana molt tensada amb uns tensors metàl·lics que li dona a l'instrument diversos tons i un volum molt alt, a part de tenir una tècnica molt difícil.

## Estils i gèneres musicals

### La pandereta en la música clàssica

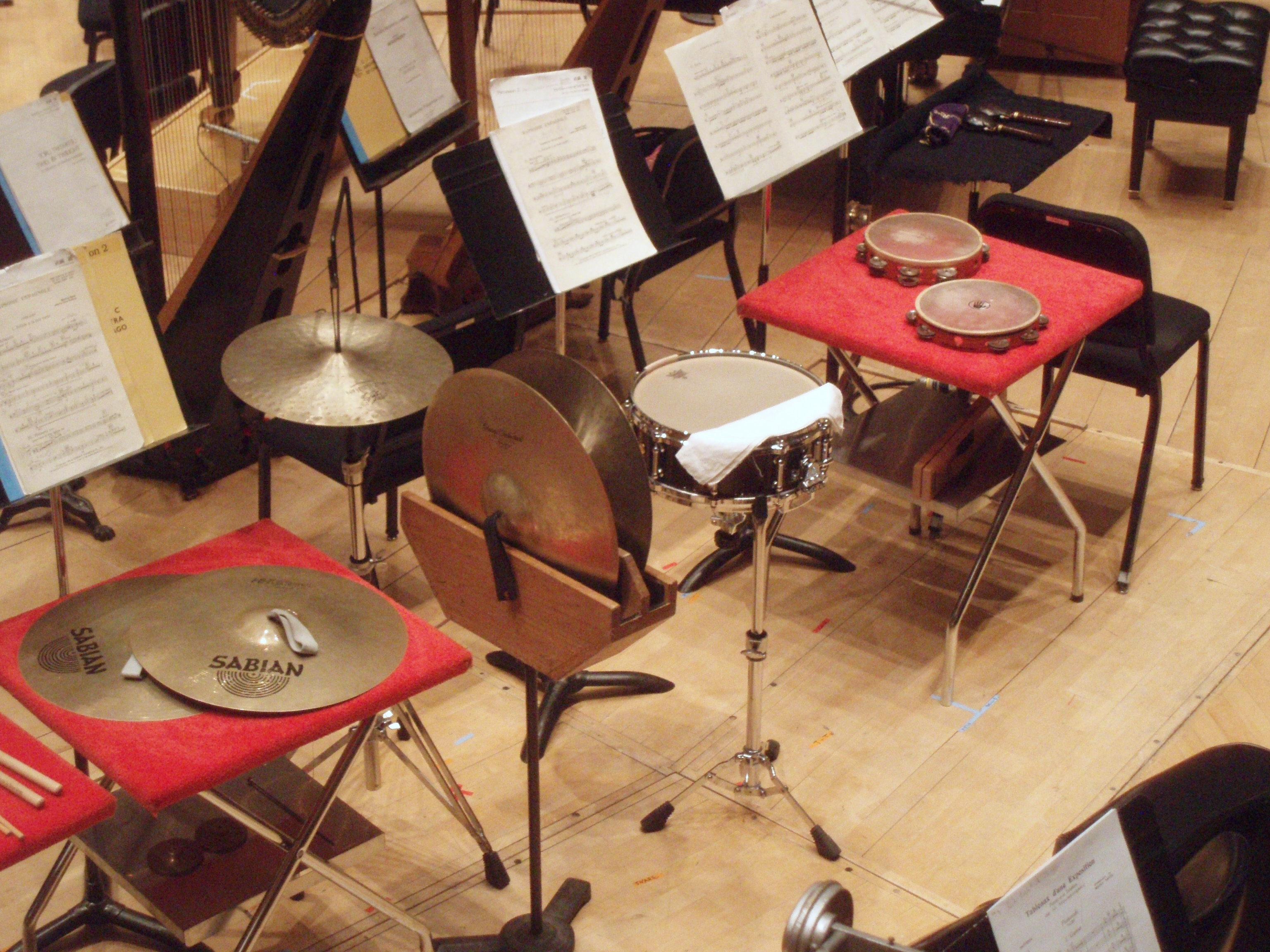
Plats, caixa i panderetes en la secció de percussió d'una orquestra

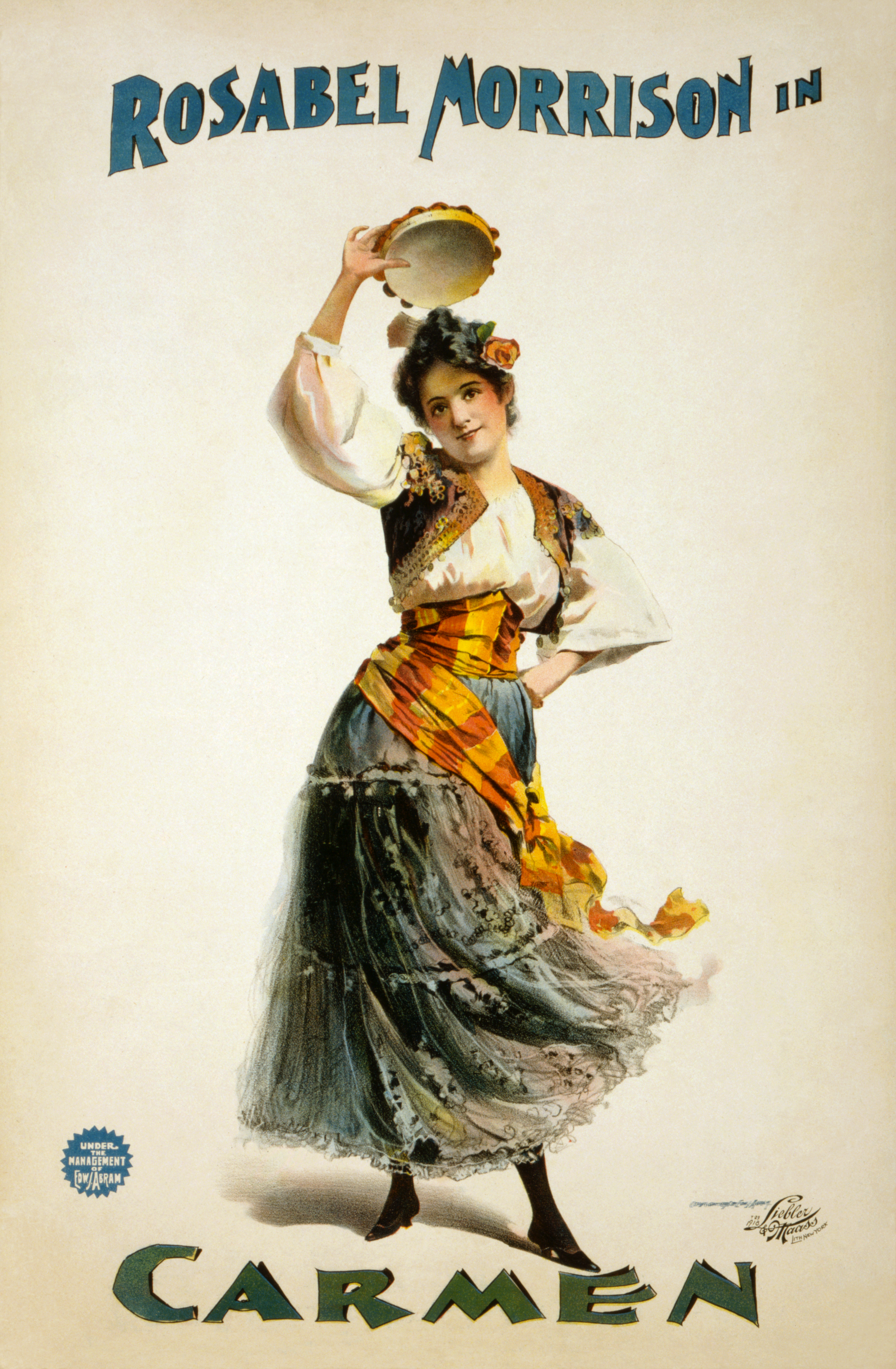
Poster promocional d'una producció americana sobre Carmen de Bizet al 1896

Tot i ser un instrument tradicionalment vinculat a l'acompanyament de cançons i balls populars, la pandereta també ha esdevingut un element més o menys permanent en la secció de percussió de l'orquestra clàssica.
La pandereta que s'empra a l'orquestra és de fusta i pell d'animal, amb un diàmetre al voltant de 25 cm i una o dues files de sonalls, que poden ser de plata, bronze o acer. Existeixen una gran varietat de tècniques per fer-la sonar, com colpejar-ne la pell amb el palmell de la mà, els artells o amb els dits per tal d'aconseguir diferents gradacions de volum o bé alternar els cops entre el genoll i el puny per a aconseguir ritmes més intricats i de més intensitat sonora. També és freqüent percudir-la amb algun tipus de baqueta.
Christoph Willibald Gluck (a Eco i Narcís, 1779) i Wolfgang Amadeus Mozart (a les Danses Germàniques, K571, 1787) foren dels primers compositors que inclogueren la pandereta en les seves obres orquestrals, però la seva completa implementació dins l'orquestra va venir durant el segle xix, ocasionada per la necessitat de donar un caràcter espanyol o zíngar a algunes músiques d'inspiració exòtica, com exemplifica l'obertura Preciosa (1821) de Carl Maria von Weber.
Algunes de les obres més representatives del repertori orquestral que compten amb una part per pandereta són:
- Dotze valsos per piano, pandereta i triangle (1800), de Muzio Clementi
- El Carnaval Romà (1844), d'Hector Berlioz
- Carmen (1875), de Georges Bizet
- Shéhérazade (Rimski-Kórsakov) (1888), de Nikolai Rimski-Kórsakov
- Carnaval (1891), d'Antonín Dvořák
- El Trencanous (1892), de Piotr Ilitx Txaikovski
- Dansa Gitana, a La Perla d'Ibèria (1902), de Josef Hellmesberger (fill)
- Petruixka (1911), d'Ígor Stravinski
- Júpiter, a Els Planetes (1914-1918), de Gustav Holst
- Carmina Burana (1937), de Carl Orff
- Stabil-instabil (1965), de Günther Becker
- Vocatif (1968), d'Ivo Malec

### La pandereta en la música tradicional
Diverses tradicions populars europees inclouen el tamborí. Els gitanos utilitzaven la pandereta com a instrument de percussió, i sovint es passava pel públic per recollir diners després d'una actuació. A finals del 1700, el tamborí va tenir un augment de popularitat a Anglaterra, amb alguns compositors de música de saló escrivint parts per a tamborí, indicant fins a 30 cops o moviments diferents. Les panderetes d'aquesta època sovint tenien un forat circular al marc per al polze, ja que un dels moviments era fer girar el tamborí al polze vertical. A finals del segle xix, l'Exèrcit de Salvació va codificar el tamborí com un dels seus instruments rítmics importants. Preferien el terme "timbrel" que es va extreure de la Bíblia. El 1945, les actuacions de l'Exèrcit de Salvació sovint implicaven elaborades coreografies de pandereta interpretades per esquadres en estil paramilitar, més per atractiu visual que per musicalitat.
La pandereta és molt utilitzada en la música flamenca. També s'associa amb la música de Llatinoamèrica, especialment amb la samba, on la membrana és percudida en un gran nombre d'àrees, produint sons de diferents altures. La tensió de la membrana és menor que en les panderetes emprades a l'orquestra i això permet produir una major varietat de sons.

### La pandereta en la música popular (pop)
La pandereta també gaudeix de certa presència entre alguns grups de rock i pop. Normalment es toca sacsejant-la de costat a costat fent una divisió binària estable de la pulsació i emfatitzant el segon i el quart temps colpejant-la amb la mà.